# یونیورسال روبینا
یونیورسال روبینا (به انگلیسی: Universal Robina) شرکت صنایع غذایی فیلیپینی است، که در زمینه تولید انواع مواد غذایی، اسنک، نوشیدنی و فراورده‌های قندی فعالیت می‌کند.
شرکت یونیورسال روبینا در سال ۱۹۵۴ توسط جان گوکونگوی تأسیس شد و هم‌اکنون بزرگترین تولید کننده شیرینی‌جات در فیلیپین می‌باشد.
دفتر مرکزی این شرکت در شهر کزون سیتی، فیلیپین قرار دارد و بخشی از سهام آن در بازار بورس اوراق بهادار فیلیپین معامله می‌شود.